# William Edwards Staite
William Edwards Staite (* 19. April 1809 in Bristol; † 26. September 1854 in Caen) war ein englischer Erfinder. Er entwickelte und patentierte, teils zusammen mit William Petrie, eine Reihe verbesserter Bogenlampen. Wegen seines frühen Todes und der Abhängigkeit seiner Lampen von Batterien als einzig verfügbare Energiequelle gelangte er nicht zu kommerziellem Erfolg.

## Leben

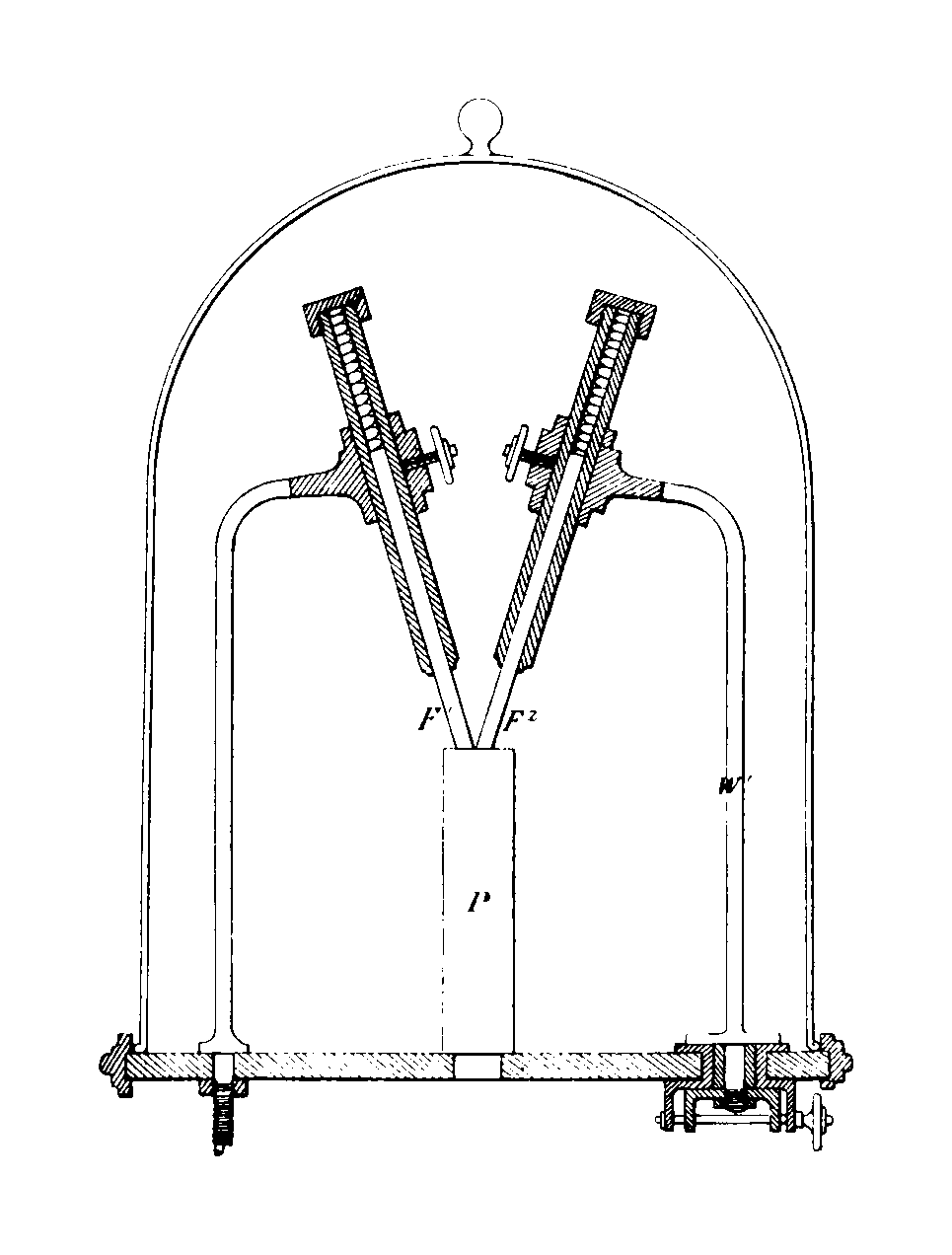
Staites Lampe von 1846

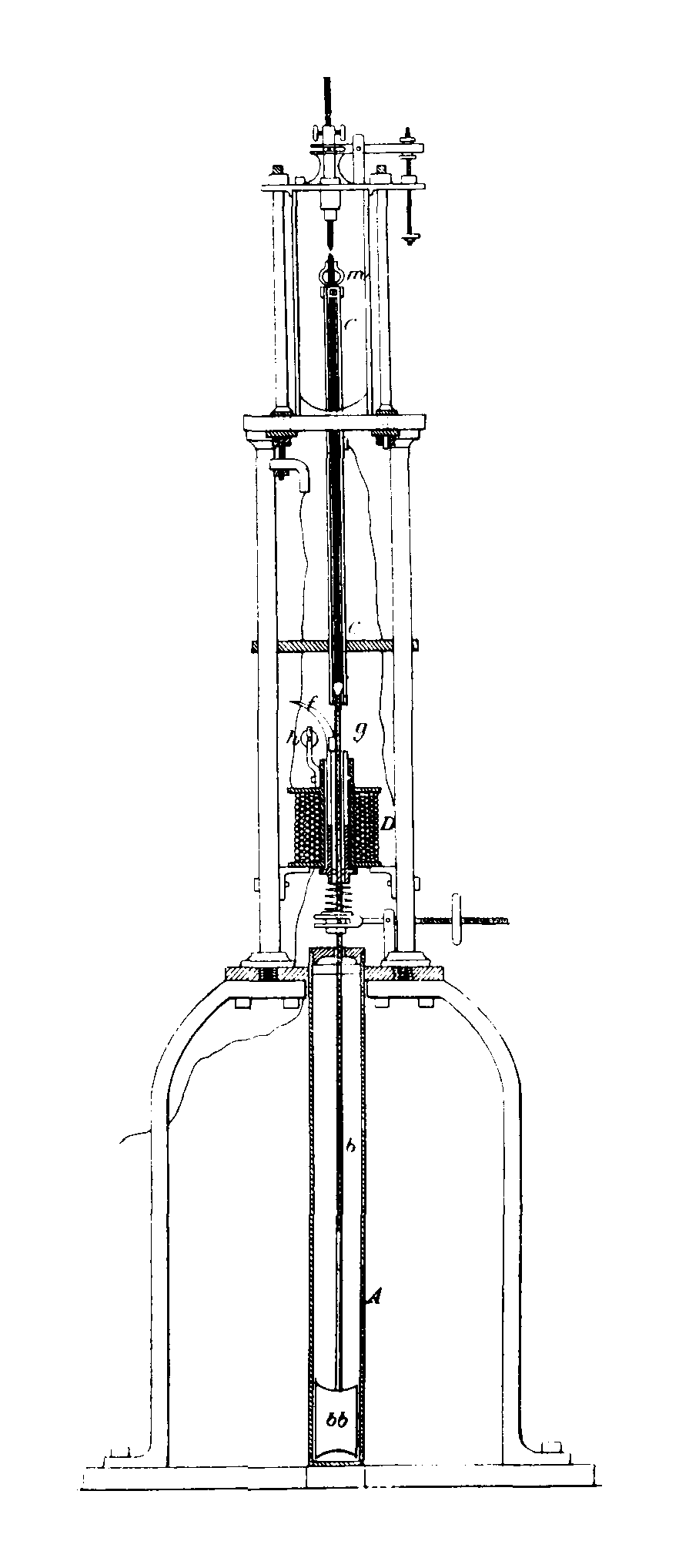
Staites Lampe von 1853

Staite arbeitete eine Zeit lang beim Eisenhändler John Webb and Company. Zusammen mit dem Londoner Ingenieur Kennard entwickelte er 1841 eine Rotationsdampfmaschine mit Turbine und verbesserten Dampföffnungen. Die Leistung dieser Maschine erwies sich allerdings als geringer gegenüber der konventionellen Kolbendampfmaschine; ein ähnliches, funktionierendes System wurde erst mehr als 50 Jahre später von anderen vorgestellt. 1844 patentierte Staite eine Methode zur Gewinnung von Extrakten und Konzentraten, die vielfach erfolgreich angewandt wurde. In seiner Freizeit betätigte sich Staite als Autor und veröffentlichte mehrere Werke.
Bereits von 1834 an versuchte Staite nach eigenen Angaben, ein permanentes elektrisches Licht zu erzeugen. Dies gelang ihm zwölf Jahre später zufriedenstellend mit wahlweise rotierenden oder festen, an mehreren Punkten angespitzten Kohle- oder Platinelektroden in einem luftdichten, durchsichtigen Gefäß. Das Licht wurde dabei teils vom Lichtbogen, teils von den glühenden Elektrodenenden produziert. Für dieses System wurde ihm am 7. Februar 1846 zusammen mit dem Waffenfabrikant William Greener ein Patent erteilt.
Ende 1846 stellte Staite eine verbesserte Lampe vor, bei der ein Uhrwerk oder Federsystem frische Kohle für die Elektroden bereitstellte. Diese Erfindung ließ er am 12. November patentieren und führte sie mehrmals öffentlich vor. Joseph Wilson Swan berichtete, dass er auf einer von Staites Vorlesungen den Entschluss fasste, selbst mit Glühlampen zu experimentieren.
Vier weitere verbesserte Bogenlampen wurden unter Staites Namen patentiert. Davon entstanden die ersten drei nach Entwürfen von William Petrie, allerdings wurde Petries Name nur in einem Fall genannt. Möglicherweise verweigerte Staite den finanziellen Anteil Petries an den Erfindungen.
Während eines langen Aufenthalts in Manchester 1850 und 1851 führte Staite seine Bogenlampe öffentlich vor und erfuhr beachtliche Resonanz in der Regionalpresse. Ein Komitee wurde gebildet, das über den allgemeinen Einsatz von Staites Lampen entscheiden sollte. Es entschied sich dagegen, da der hohe Verbrauch an Metallplatten und Säuren für die Batterie einen hohen Kostenaufwand bedeutet hätte und die Lampen als zu flackernd empfunden wurden.
Nach einer weiteren Vorführung in der Worsley Hall, bei der auch so hohe Gäste wie Königin Viktoria anwesend waren, meldeten Eisenbahngesellschaften ernsthaftes Interesse an den Lampen an. In den folgenden Jahren installierte Staite seine Lampen versuchsweise im Bahnhof und am Hafen von Liverpool. Die Versuche glückten, doch Staite geriet in finanzielle Schwierigkeiten und konnte nicht ausreichend für seine Erfindungen werben. Seine Gesundheit verschlechterte sich zusehends. Staite starb während eines Erholungsaufenthaltes in der Normandie. Sein Grab befindet sich in Wallasey, Cheshire.